# Cambiac
Cambiac (em occitano:  Cambiac) é uma comuna francesa na região administrativa da Occitânia, no departamento do Alto Garona. Estende-se por uma área de 7.74 km², com 217 habitantes, segundo o censo de 2018, com uma densidade de 28 hab/km².